# 楠加德區
11°04′26″S 39°40′23″E / 11.074°S 39.673°E
楠加德區（葡萄牙語：Nangade），是莫桑比克的行政區，位於該國北部，由德爾加杜角省負責管轄，首府設於楠加德，面積3,005平方公里，2015年人口71,588，人口密度每平方公里24人。